# Indonemoura longiplatta
Indonemoura longiplatta är en bäcksländeart som först beskrevs av Wu, C.F. 1949.  Indonemoura longiplatta ingår i släktet Indonemoura och familjen kryssbäcksländor. Inga underarter finns listade i Catalogue of Life.